# ヌモン・ハサノフ
ヌモン・ヌルマトヴィチ・ハサノフ (ラテン文字:Numon Khasanov、ウズベク語: No'mon Nurmatovich Khasanov / Нўмон Нурматович Хасанов、1971年10月2日 - )は、ウズベキスタンの元プロサッカー選手、サッカー指導者である。現役時代のポジションはFW。

## キャリア
ハサノフはFCパフタコール・タシュケント, MHSKタシュケント、FCルビン・カザン, FCドゥストリク、ナサフ・カルシ、トラクトル・タシュケントでプレーした。
彼は1992年のウズベク・リーグ最初のシーズンにパフタコールで優勝、1997年にはMHSKタシュケント、FCドゥストリクで1999年, 2000年で優勝した。
1998年、ハサノフはロシア・プレミアリーグのFCルビン・カザンに移籍、8試合に出場した。
ハサノフは126ゴールを挙げており、ゲンナディー・クラスニツキー・クラブの会員である。キャリア全体では153ゴールを挙げた。

## ウズベキスタン代表
ハサノフは1992年にソビエト連邦から独立した中央アジアの国同士で行われた中央アジアカップ (Central Asian Cup) においてサッカーウズベキスタン代表で初出場を果たした。その後1992年から1997年及び2007年に招集され、ムルデカ大会1995、AFCアジアカップ1996、1998 FIFAワールドカップ・アジア予選にも出場している。

## 監督
2012年、ハサノフはパフタコール・タシュケントのリザーブチームであるFCパフタコール-2・チランザールに就任した。7月24日、ヌモン・ハサノフは「パフタコール・タシュケント」のユースチームの監督に就任した。

## 獲得タイトル

### クラブ
- ウズベク・リーグ 優勝 (4):
  - パフタコール・タシュケント: 1992
  - MHSKタシュケント: 1997
  - ドゥストリク: 1999, 2000
- ウズベキスタン・カップ 優勝 (2): 
  - パフタコール・タシュケント: 1992
  - ドゥストリク: 2000

### 個人タイトル
- ウズベキスタン年間最優秀サッカー選手賞  3位: 1999
- ゲンナディー・クラスニツキー・クラブ: 153ゴール